# NXT TakeOver: Stand and Deliver
NXT TakeOver: Stand and Deliver war eine zweitägige Wrestling-Veranstaltung der WWE, die auf dem WWE Network und dem Streaming Portal Peacock ausgestrahlt wurde. Sie fand am 7. April 2021 und 8. April 2021 im Capitol Wrestling Center in Orlando, Florida, Vereinigte Staaten statt. Es war die 34. Austragung einer NXT-Großveranstaltung unter dem Namen NXT TakeOver seit Mai 2014 und die zweite im Jahr 2021.

## Hintergrund
Im Vorfeld der Veranstaltung wurden elf Matches, davon eines für die Pre-Show angesetzt.
Diese resultierten aus den Storylines, die in den Wochen vor NXT TakeOver: Stand and Deliver bei NXT, der wöchentlich auf dem WWE Network ausgestrahlten Show der Entwicklungs-Liga der WWE gezeigt wurden.
Im Voraus der zweiten Nacht des Pay-Per-Views, wurde ein weiteres Pre-Show-Match bestätigt, so werden Breezango Fandango und Tyler Breeze auf Killian Dain und Drake Maverick treffen, um die neuen #1 Herausforderer auf die NXT Tag Team Championship zu ermitteln.

## Ergebnisse der ersten Nacht
| Matchart                                                               |                             |      | | Zeit  |
| ---------------------------------------------------------------------- | --------------------------- | ---- | --- | ----- |
| Singles-Match Pre-Show-Match                                           | Zoey Stark                  | bes. | Toni Storm | 09:51 |
| Singles-Match                                                          | Pete Dunne                  | bes. | Kushida | 10:38 |
| Gauntlet-Elimination-Match                                             | Bronson Reed                | bes. | Isaiah Scott, Leon Ruff, Cameron Grimes, Dexter Lumis und LA Knight                                              | 23:14 |
| Singles-Match um die NXT UK Championship                               | Walter (C)                  | bes. | Tommaso Ciampa                                                                                                   | 16:55 |
| Triple-Threat-Tag-Team-Match um die NXT Tag Team Championship (vakant) | MSK Wes Lee und Nash Carter | bes. | The Grizzled Young Veterans James Drake und Zack Gibson sowie Legado del Fantasma Raul Mendoza und Joaquin Wilde | 15:25 |
| Singles-Match um die NXT Women’s Championship                          | Raquel González             | bes. | Io Shirai (C) | 12:54 |

## Ergebnisse der zweiten Nacht
| Matchart                                                |                                      |      |                                     | Zeit  |
| ------------------------------------------------------- | ------------------------------------ | ---- | ----------------------------------- | ----- |
| Tag-Team-Match Pre-Show-Match                           | Killian Dain und Drake Maverick      | bes. | Breezango Fandango und Tyler Breeze | 8:38  |
| Ladder-Match um die NXT Cruiserweight Championship      | Santos Escobar (C)                   | bes. | Jordan Devlin (C)                   | 18:08 |
| Tag-Team-Match um die NXT Women’s Tag Team Championship | Shotzi Blackheart und Ember Moon (C) | bes. | Candice LeRae und Indi Hartwell     | 10:35 |
| Singles-Match um die NXT North American Championship    | Johnny Gargano (C)                   | bes. | Bronson Reed                        | 16:22 |
| Singles-Match um die NXT Championship                   | Karrion Kross                        | bes. | Finn Bálor (C)                      | 17:05 |
| Unsanctioned Match                                      | Kyle O’Reilly                        | bes. | Adam Cole                           | 40:19 |

| Funktion      | Name         |
| ------------- | ------------ |
| Kommentatoren | Wade Barrett |
| Kommentatoren | Vic Joseph   |
| Kommentatoren | Beth Phoenix |
| Kommentatoren | Mickie James |
| Pre-Show      | Sam Roberts  |
| Pre-Show      | Jimmy Smith  |
| Pre-Show      | Mickie James |

## Besonderheiten
- Aufgrund der Corona-Pandemie wurde der Pay-Per-View vor virtuellen und einigen vor Ort anwesenden Zuschauern ausgetragen.